# Taroudant
Taroudant (en berbère : ⵜⴰⵔⵓⴷⴰⵏⵜ - Tarudant ; en arabe : تارودانت), est une ville du Sud-Ouest du Maroc située dans la plaine du Souss. Elle fut capitale de l'État saadien à ses débuts.

## Géographie

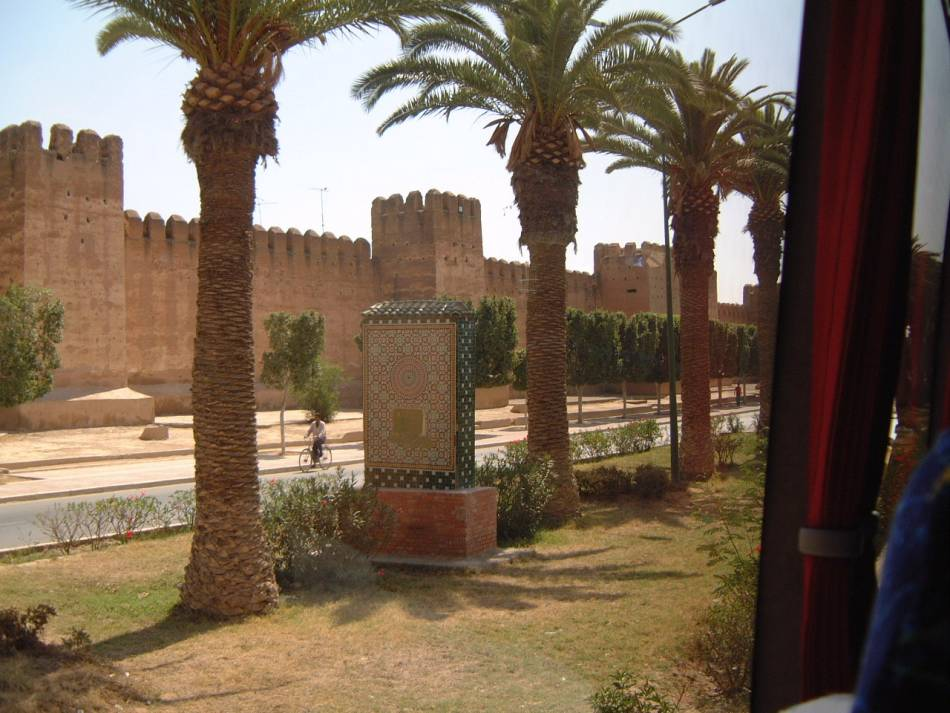
Les remparts de Taroudant.

La ville se trouve à 80 km à l'est d'Agadir (et à 60 km à l'est de l'aéroport international Agadir Al Massira via la voie nationale Express P1714), et à environ 250 km au sud-ouest de Marrakech, le long de l'oued (ou assif) Souss.
Taroudant est située dans le cœur de la vallée du Souss et elle est délimitée par les provinces d’Essaouira, Chichaoua et Al Haouz au Nord, la province d’Ouarzazate à l’est, les provinces de Tata et Tiznit au sud et la province de Chtouka Ait Baha et les préfectures d’Agadir Ida Ou Tanane et Inzegane Ait Melloul à l’ouest. et s’étend sur une superficie de 16,500 km2, entourée par deux chaînes de montagnes, le Haut-Atlas au nord et à l'est, l'Anti-Atlas au sud et à l'ouest, une plaine s'ouvrant sur l'Atlantique. Cette vallée fertile est traversée par l'oued Souss qui longe la ville. La province de Taroudant a sur son territoire, la plus haute montagne d'Afrique du Nord, le mont Toubkal, en arabe djebel Toubkal, qui culmine à 4 167 mètres.

## Histoire
Certains chercheurs situent la date de fondation de Taroudant à la période qui précède l’Islam voire avant J.C. Il est possible également de se référer à quelques hypothèses qui rattachent cette fondation à la présence punique en Afrique du Nord ou peut-être même avant que leur pouvoir économique (commercial) ait atteint un nombre considérable de centres sur le littoral du Souss. Ils auraient pu ainsi se prolonger jusqu’à des centres internes parmi lesquels Taroudant. Elle aurait ainsi largement participé à ce commerce. En effet, elle se situe au centre de la plaine du Souss et représente le point de rencontre des axes routiers reliant le Nord de l’Atlas au sud du Sahara.
Le désaccord des historiens à propos de la date de sa fondation, la plupart d’entre eux approuvent que la ville fût fondée par les Emirs des tribus Hachtouka et Jazoula.
Cette citation d’Abou lkacem Zayani a été appréciée grâce à ses fondements sur des données historiques.
C’est ainsi que Taroudant, et depuis des siècles avant l’Islam, est restée la capitale des Emirs de Hachtouka et Jazoula et un pôle d’attraction de l’activité politique et commerciale pour les tribus Soussies.
Taroudant est au XIe siècle la capitale d'un petit royaume chiite (royaume des Bajjalis) théoriquement soumis aux califes fatimides. Annexée par les Almoravides en 1056, pratiquement indépendante sous les Almohades, elle fut notamment la capitale des princes rebelles Ben Yedder qui régnèrent sur le Souss de 1252 à 1334.
La ville est détruite par les Mérinides en 1306 mais renaît aussitôt et connaît son apogée au XVIe siècle sous l'influence de Mohammed ech-Cheikh Saâdi, fondateur de la dynastie saâdienne, qui en fait la première capitale saâdienne avant Marrakech et une base pour ses offensives contre les Portugais installés à Agadir (nommée, à l'époque, Santa Cruz de Cap de Gué). Elle devient alors un centre caravanier important, célèbre pour l'abondance et la qualité de ses marchandises : sucre, coton, riz, etc.
À la suite de la déliquescence de l'État saâdien, Taroudant se trouve sous la domination du royaume du Tazeroualt, et à ce titre, est la cible privilégiée des expéditions militaires menées par les sultans alaouites. Les Alaouites n'avaient pas oublié l'humiliation infligée par Abi Hassoun Semlali, prince de Tazeroualt et cheikh de la zaouïa Semlalia, qui avait emprisonné le fondateur de la dynastie alaouite Moulay Ali Cherif à Iligh. Malgré une soumission théorique, le Souss pouvait encore manifester des signes d'insoumission contre le makhzen.
Ainsi le sultan Moulay Ismaïl fit massacrer en représailles une grande partie de la population de Taroudant pour avoir soutenu son neveu, le prétendant Ahmed Ben Mehrez, en 1687.
Comme toute la région, Taroudant a souffert de la fermeture du port d’Agadir, à partir de 1760. Elle s'est repliée derrière ses remparts jusqu'en 1912, date à laquelle le fils de Ma el Aïnin, un homme saint venu du Sahara, Moulay Ahmed al-Hiba, fit de la ville le centre de sa résistance à l’armée du Protectorat français au Maroc jusqu'en 1913. Ensuite c'est Haïda Ou Mouis des Oulad Berhil, qui est nommé pacha de la ville jusqu'à sa disparition en 1917 dans un combat contre les tribus de l'Anti-Atlas. À sa mort, son fils, el Haj Hemmouad, le remplace à ce poste.

## Démographie
La population s'élève à 80 149 habitants en 2014  contre 69 489 habitants en 2004, et la densité de la population est estimée à 51 habitants/km2 en 2014 contre 42 habitants/km2 en 1994. Le taux d’urbanisation atteint à peine 30% en 2014 contre 22% en 1994.

## Les remparts de la ville
La ville fut une capitale de la dynastie Saâdienne. Elle accueille par ailleurs des tombeaux saints pour les Juifs.
La ville de Taroudant est défendue par 6 km de remparts édifiés par Mohammed Echeikh Saâdi ainsi que la grande mosquée vers 1523. Dans ces murailles s'imbriquent 130 tours et 19 bastions d'angle reliés les uns aux autres par un chemin de ronde, ce qui fit de cette ville une citadelle imprenable.
Les remparts permettent le passage par neuf portes voûtées d'architecture mauresque, disposées principalement aux points cardinaux. La muraille compte cinq portes anciennes et de nouvelles ont été bâties récemment pour faciliter la circulation dans la ville.
Les cinq portes historiques sont :
1. Bab al-Khamis, porte ancienne ;
2. Bab Zorgan, porte ancienne ;
3. Bab Oulad Bounouna, porte ancienne ;
4. Bab Targhount, porte ancienne ;
5. Bab El Kasbah, porte ancienne.

Les autres portes, plus au moins récentes sont :
1. Bab al-Silsila, porte ancienne. La plus importante, reliant le quartier administratif au centre-ville. Parfois aussi appelée Bab al-Kasbah, mais la porte du Kasbah se trouve juste à côté, et ne constitue pas une ouverture dans les remparts ;
2. Bab Leblalia ;
3. Bab Ben Yara ;
4. Bab Agafay ;
5. Bab Izamaren, la plus récente ;
6. Bab al-Hajr ou Bab Jdid.

## Économie

### Agriculture
La région de Taroudant regorge de plantations d'agrumes (essentiellement oranges et clémentines). Elle est renommée pour l'huile d'argane spécifique à la région et l'huile d'olive, pour l'artisanat (très varié, le travail du cuir, tannerie, la poterie, etc.) et ses paysages magnifiques.

### Industrie
Taroudant est dotée d'une zone industrielle à environ 10 km à l'est de la ville, sur la commune urbaine Aït Iâazza. Elle abrite, entre autres, l'une des plus grandes coopératives agricoles au Maroc. La ville a besoin de séduire plus d'investisseurs industriels et doit donc créer davantage de zones industrielles, notamment dans l'agroalimentaire mais aussi dans d'autre secteurs industriels car la région souffre du chômage.

### Infrastructure
La ville est située à 60 km via la voie express P1714 de l'aéroport international d'Agadir (aéroport d'Al Massira). Une autre voie rapide, en projet, permettra de la relier à l'autoroute A7 Agadir-Marrakech au niveau de l'échangeur d'Amskroud, ce qui devrait réduire le trajet vers Marrakech à 3 h au lieu des 3 h 30 actuelles. La ville dispose aussi d'un aérodrome.

### Les souks

#### Le souk artisanal
Situé dans les ruelles de la ville, entre les places Assarag et Talmeklate. 1 000 commerçants y vendent babouches, cuirs, poteries, céramiques, bijoux, tapis, épices, fer forgé, objets artisanaux. Certains commerçants sont installés dans d'anciens caravansérails (composés d'une cour et d'une quarantaine de « chambres » louées aux marchands de passage 3 dhs/mois jusqu'aux années 1960).

#### Le souk berbère: Jnan aj-Jamaâ
L'entrée se fait par la place Talmeklate. Ce souk est le plus fréquenté par les Marocains. On y trouve denrées alimentaires, tissus, vaisselle, jouets, tapis, luminaires, etc. Il est ouvert de 10 à 21 heures, avec une fermeture dans la nuit, tous les jours de la semaine. Il est plus calme le vendredi.

### Tourisme
Taroudant accueille le palace La Gazelle d'or, racheté après la mort du baron belge Jean Pellenc, qui l'avait créé après la Seconde Guerre mondiale. Rita Bennis en prend la direction, aidée financièrement par le milliardaire saoudien Kamal Adham. Un différend financier entre le fils de ce dernier et Rita Bennis aboutit toutefois à la fermeture de l'hôtel, qui a compté de nombreux clients célèbres, comme Jacques Chirac, les familles Dassault et Lagardère, Henri Lachmann ou encore Pascal Houzelot.

## Films tournés à Taroudant
- 1947 : Bethsabée de Léonide Moguy

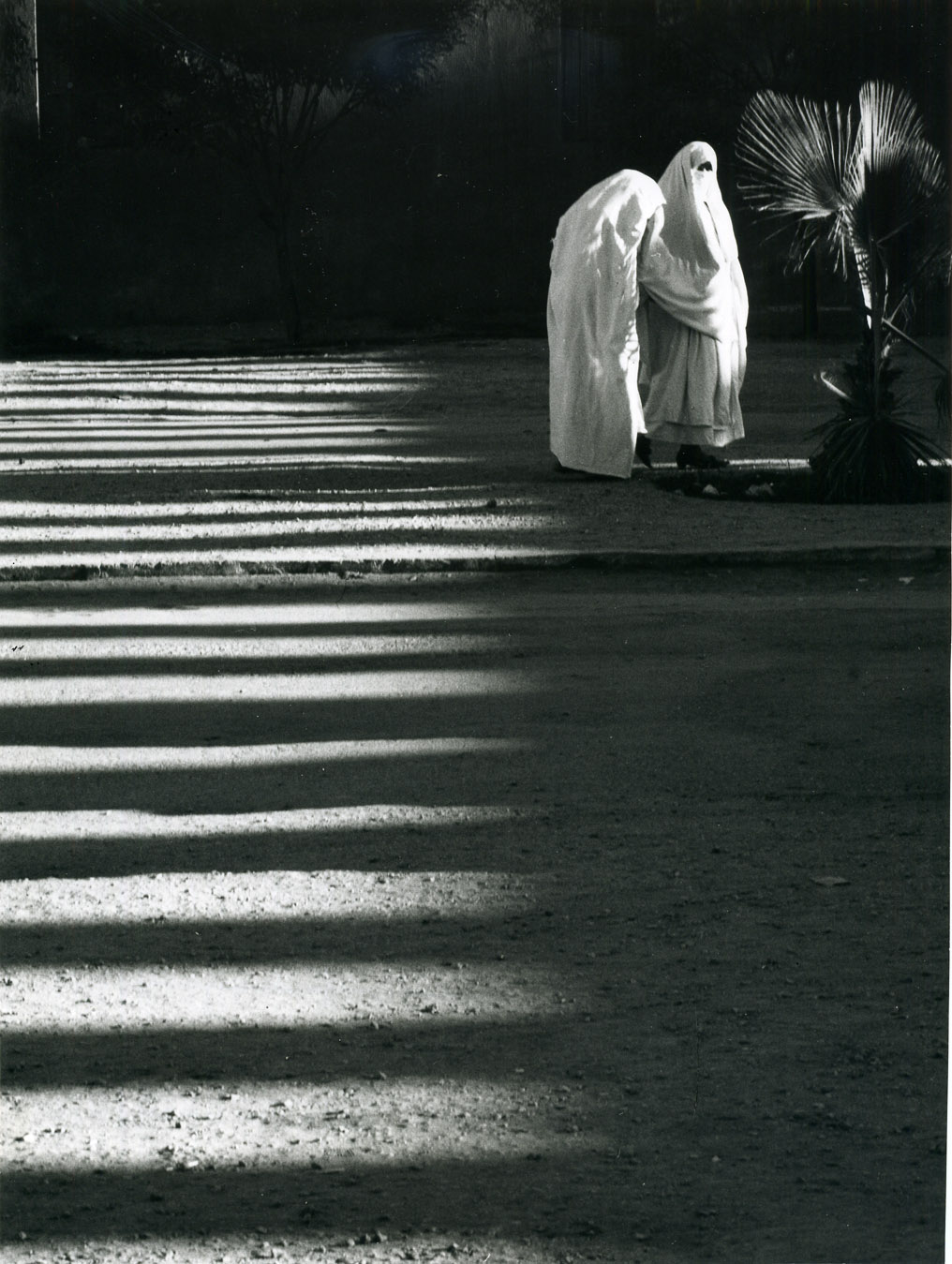
Scène à Taroudant, Anti-Atlas.

- 1954 : Ali Baba et les Quarante voleurs de Jacques Becker, avec Fernandel[6]
- 2011 : Agadir Bombay de Myriam Bakir

## Partenariats
- Romans (France) depuis 1994

## Scènes de la ville de Taroudant

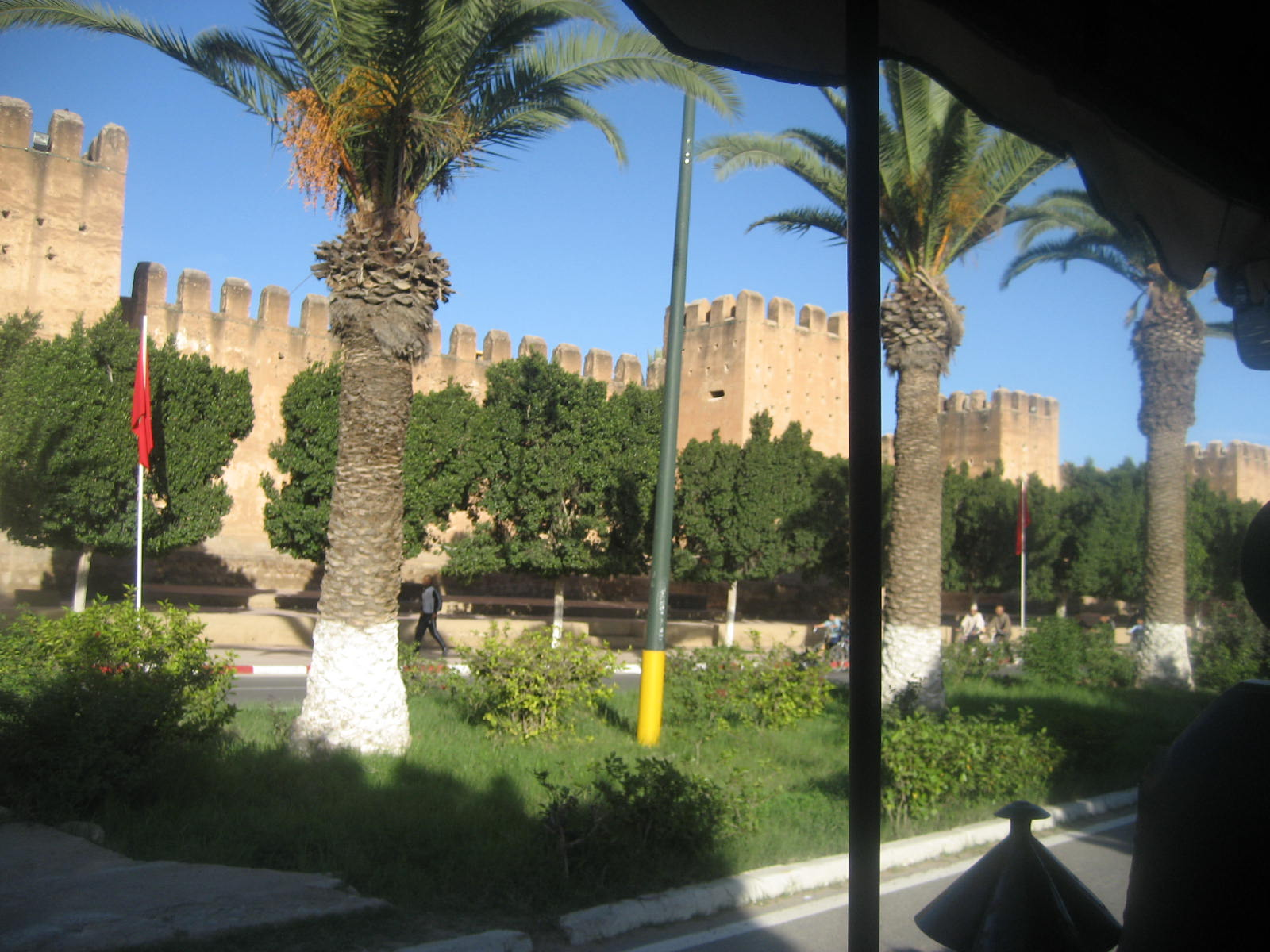
Vue sur la muraille de la ville.
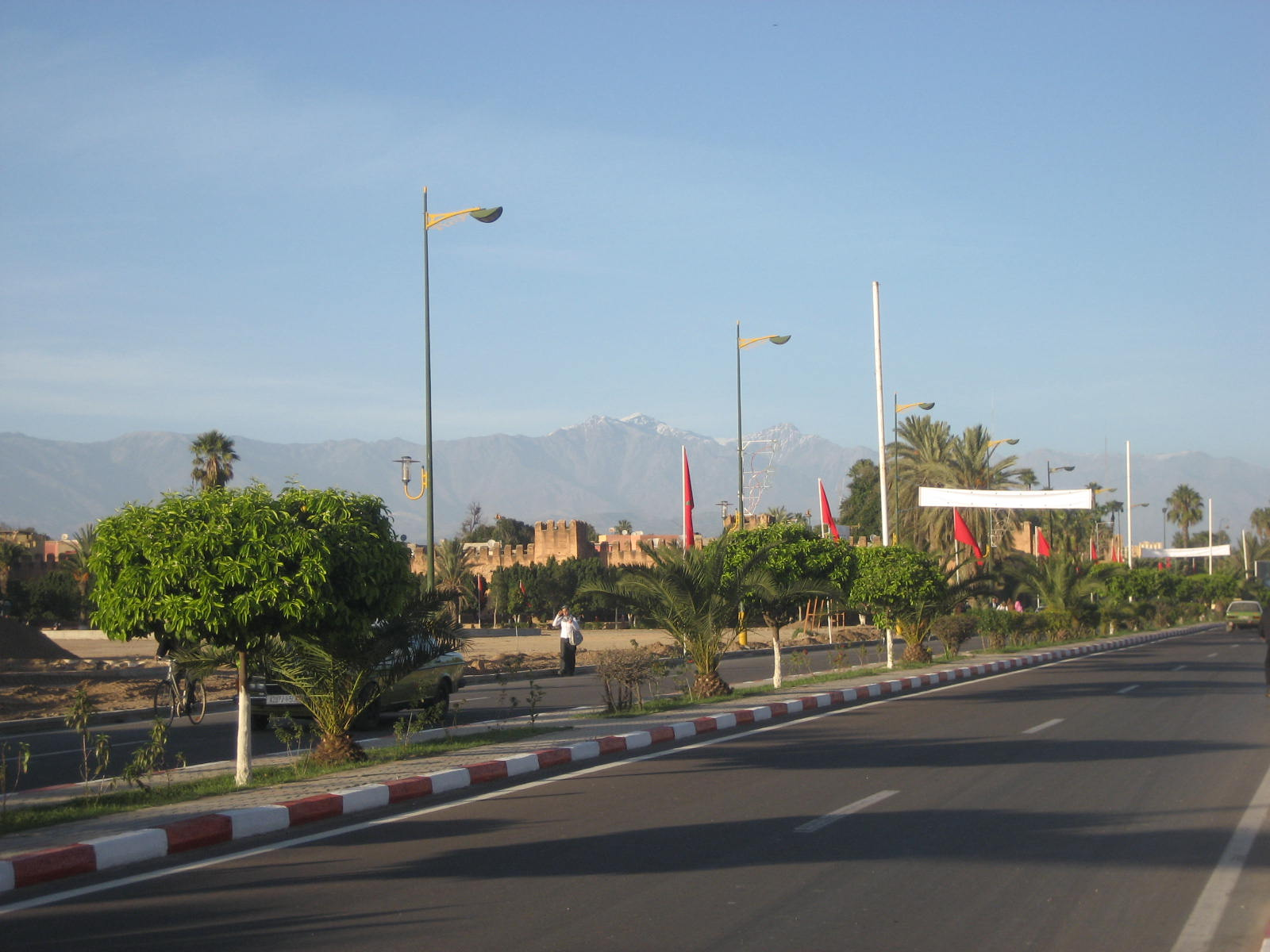
Vue sur le Haut Atlas.
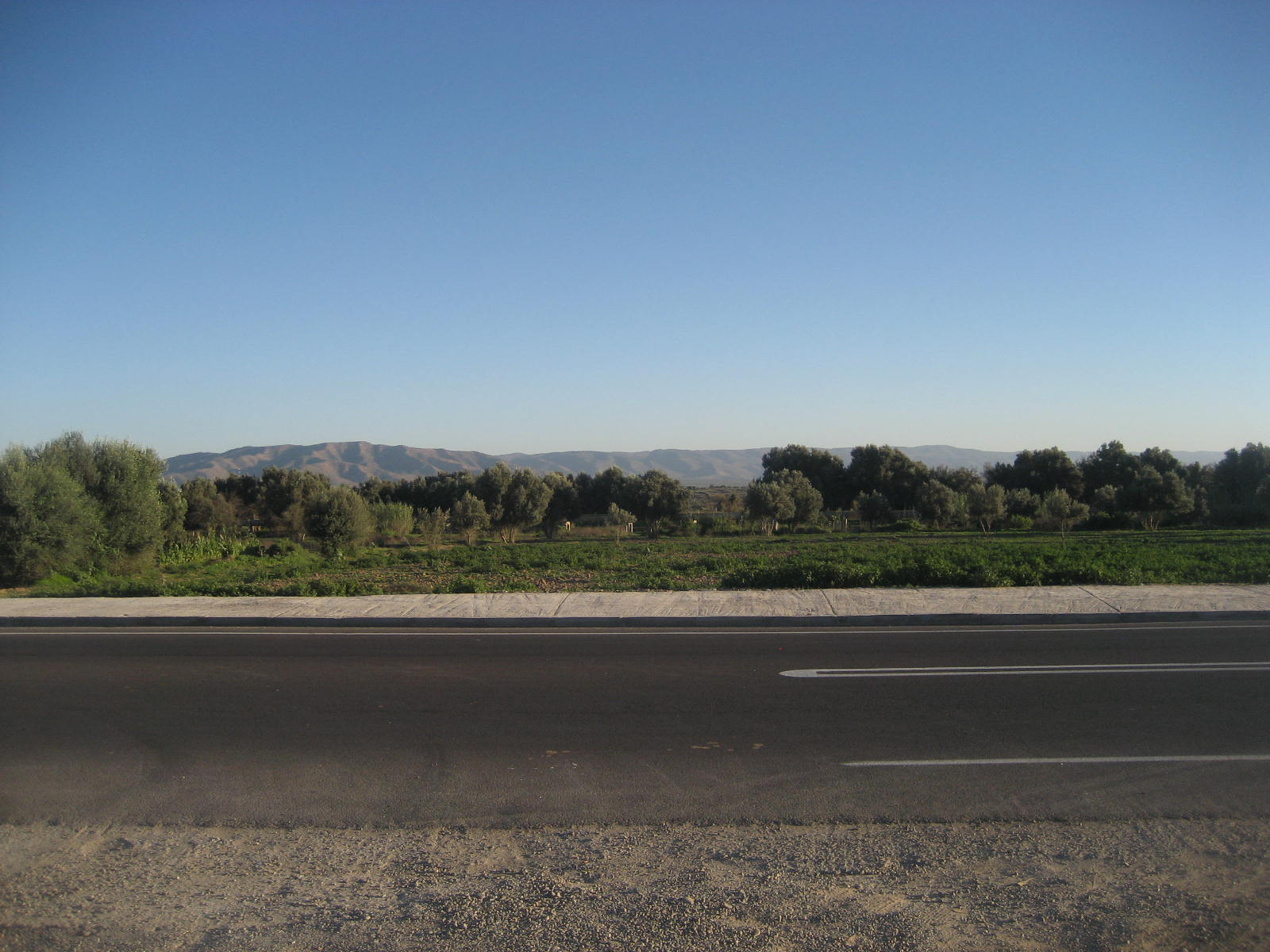
Vue sur l'Anti Atlas.
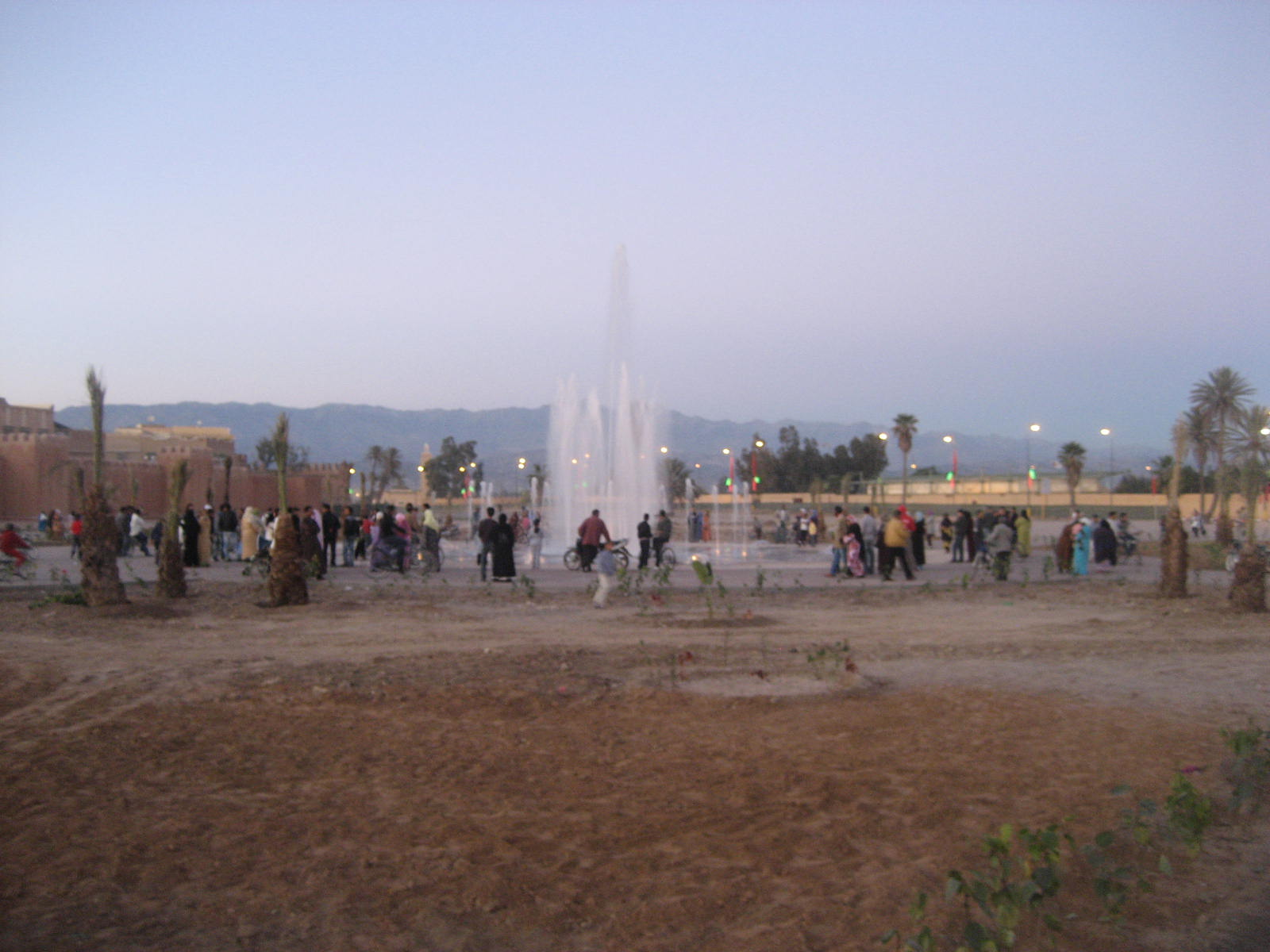
Vue sur la nouvelle fontaine de la ville.
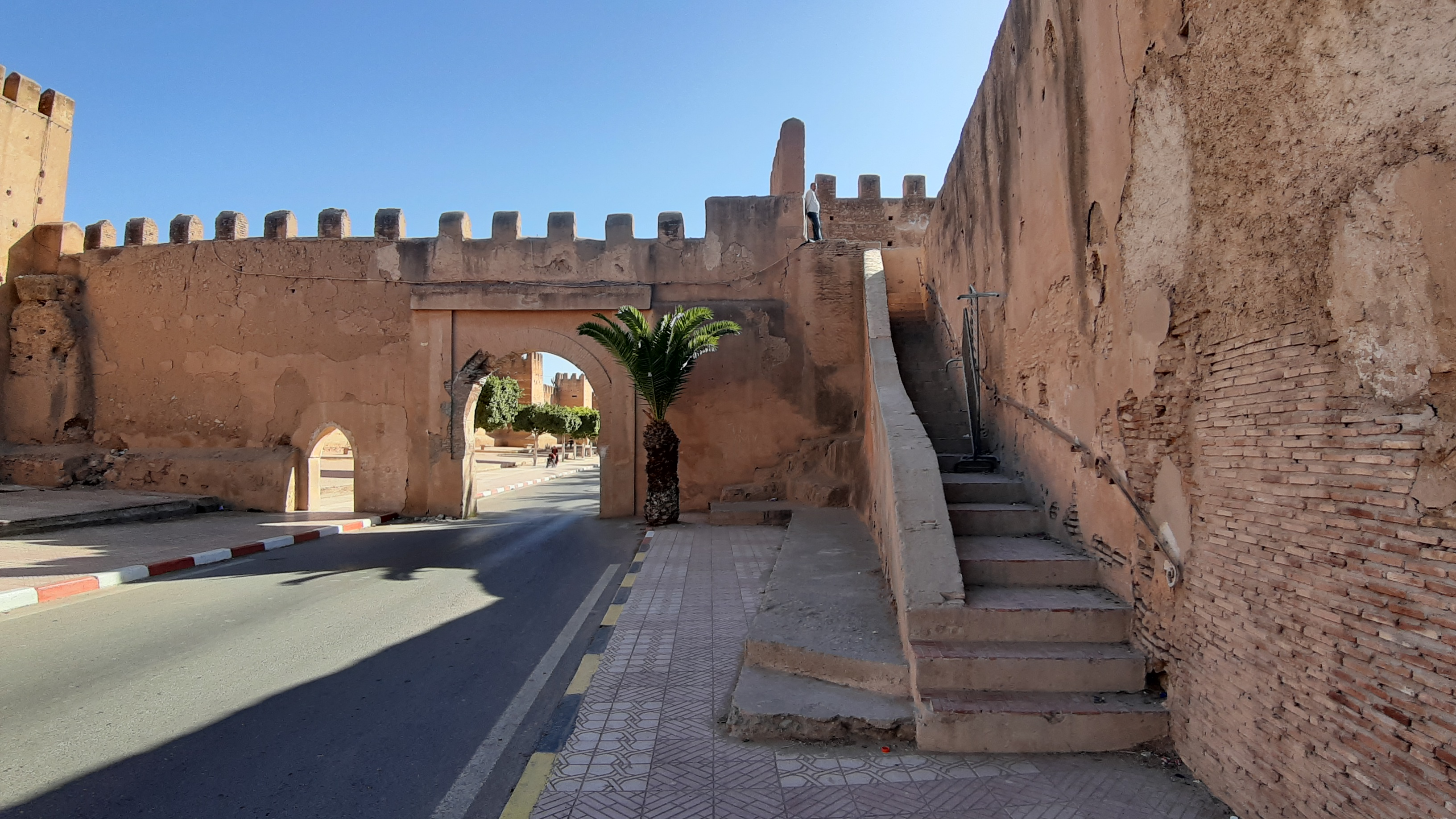
Vue sur la muraille.
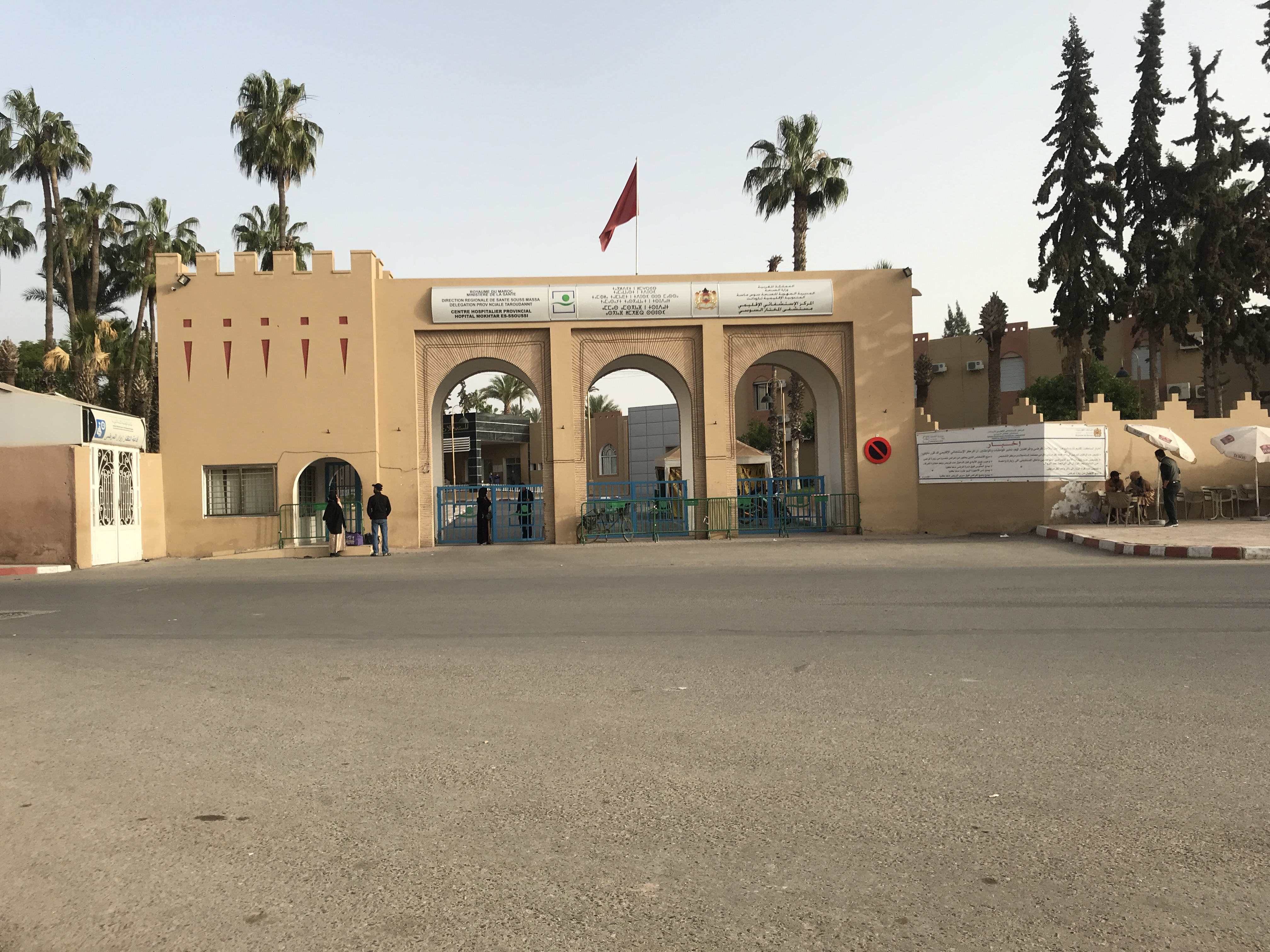
Hôpital Moukhtar Soussi.

## Dans les environs

### Palmeraie de Tiout
Petit village situé à 20 km de Taroudant, Tiout, perché sur un piton, surplombe une palmeraie. Elle fut renforcée et embellie à l'époque coloniale par le caïd Mohamed Tiouti. Environ 3 000 habitants vivent autour de cette oasis de verdure et vivent de la culture de jardins irrigués et de l'élevage des chèvres. Des promenades à dos de mulets sont possibles et l'auberge locale offre un excellent tajine de poulet au citron.

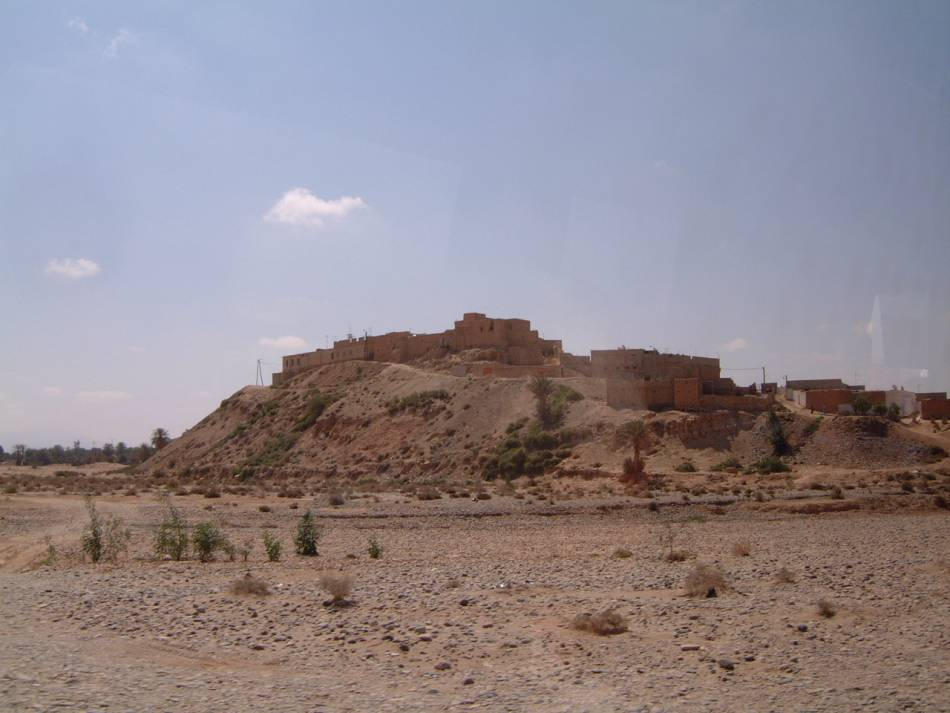
Village de Freïja.
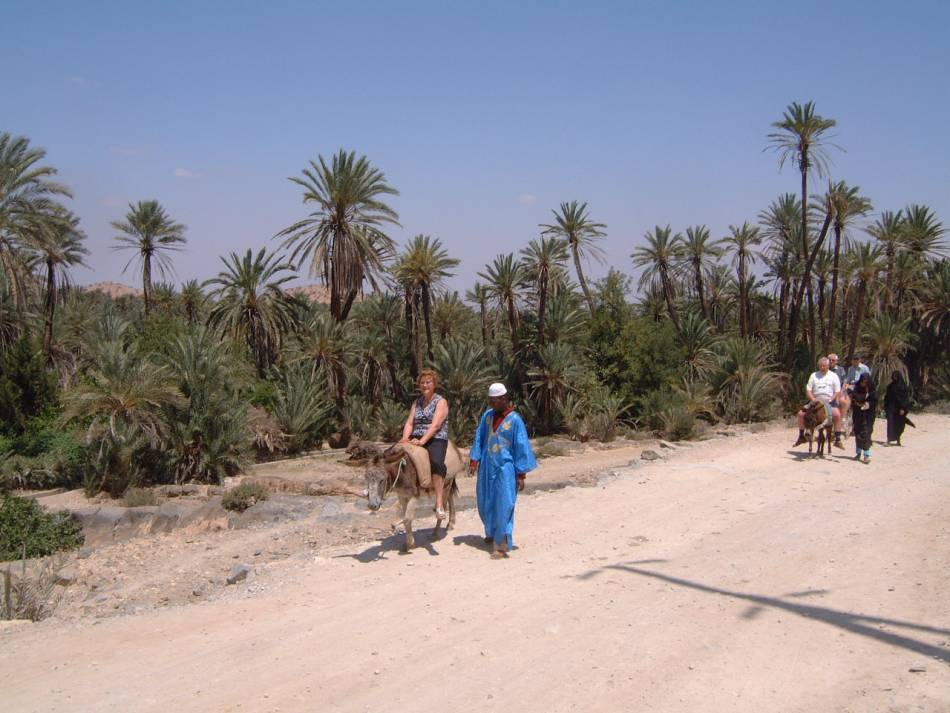
Palmeraie à dos d'âne.

### Route des agadirs
Un agadir est un grenier collectif fortifié ou une citadelle fortifié
- l'agadir de Tasguent est l'un des quelque 500 agadirs, ou igoudar, de la région, beaucoup sont en ruines[7].

## Personnalités liées à la ville

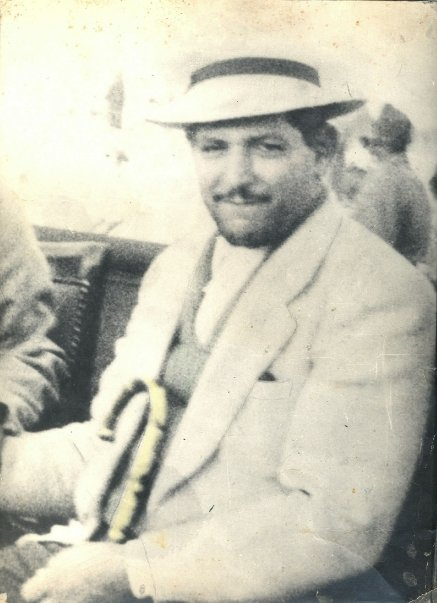
Brahim Roudani, qui compte parmi les personnalités politiques ayant marqué l'histoire de Taroudant et la résistance armée à Casablanca.

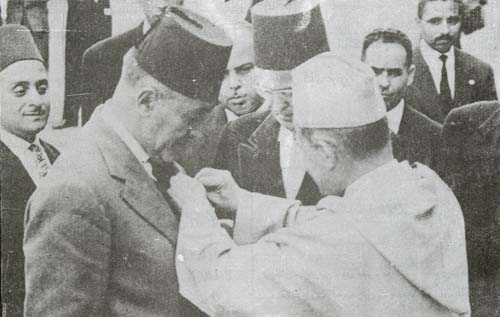
Mohamed Ben Lahcen El-Affani, premier Marocain à obtenir le baccalauréat, et premier journaliste marocain en langue française.

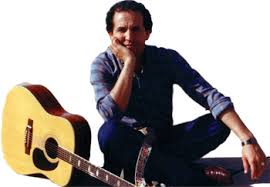
Ammouri Mbark, l'orphelin qui devient chanteur considéré comme l'innovateur de la musique berbère moderne.

Les villes de Taroudant et Tafraout ainsi que les tribus qui les entourent, sont considérées parmi les régions de Souss qui ont donné un grand nombre de personnalités marquantes dans divers domaines au niveau national et aussi en Europe principalement les immigrés marocains en France.
- Haïda Ou Mouis, pacha de Taroudant jusqu'en 1917.
- Mohammed Al-Roudani, son nom complet "Abu Abdallah Muhammad ibn Sulayman al-Fasi ibn Tahir al-Rudani al-Susī al-Maliki al-Maghribi" (mathématicien et astronome marocain qui a vécu entre 1627 et 1683)
- Brahim Roudani (commerçant, homme politique et résistant marocain au colonialisme français)
- Mohammed Sajid (homme d'affaires, homme politique marocain et ancien maire de la ville de Casablanca)
- Mohamed Bellahcen (homme d'affaires, fondateur du groupe Bellahcen propriétaire de la société "Huile d'olive Oued Souss")
- Père Jégo, son vrai nom " Mohamed Ben Lahcen El Affani " (nationaliste, journaliste, dirigeant et entraîneur de football considéré parmi les fondateurs des deux clubs casablancais le Wac et le Raja)
- Sidi Abdelhamid Al-Soufi (imam et parmi les oulémas marocain)
- Tareq Oubrou (essayiste et imam français)
- Farid Naimi, de son vrai nom " Mohamed Tafraouti " (nationaliste, intellectuel et historien marocain en France)
- Abdessamad Kayouh (homme politique et homme d'affaires marocain)
- Mustapha Adib (militant marocain des droits de l'homme, syndicat et ancien capitaine des forces royales air, il a reçu le prix international Transparency après avoir dénoncé la corruption au sein de l'armée marocaine aux années de plomb)
- Khadija Ryadi (militante marocaine des droits de l'homme et des femmes)
- Ahmed Assid (intellectuel, écrivain et militant marocain des droits des Amazighs)
- Claudio Bravo (peintre né au Chili et mort à Taroudant où il a vécu.)
- Allal Yaâla (musicien, membre fondateur du groupe Nass El Ghiwane)
- Ammouri Mbark (chanteur et musicien parmi les légendes de la musique amazighe moderne)
- Ahmed Soultan (chanteur, compositeur, réalisateur, homme d'affaires ayant reçu plusieurs prix internationales)
- Mehdi Nassouli (maâlem gnaoua, chanteur et musicien considéré comme la relève de la tradition gnaouie au Maroc)
- Sofiane Pamart (pianiste français)
- Mohamed El-Moustaoui (poète et compositeur de chansons amazighes)
- Touria Alaoui (actrice)
- Sanaa Akroud (actrice)
- Omar Amrir (écrivain, poète et journaliste marocain)
- Chahrazad Akroud (journaliste et animatrice radio)
- Abdellah Dari (réalisateur et producteur marocain)
- Lahcen Chicha (légende du football marocain)
- Ismaïl Sghyr (athlète français)
- Nabil Koalasse (footballeur marocain)
- Ilyass Rabihi (coureur cycliste)
- Ibtissem Guerda (scénariste, réalisatrice, actrice)
- Laïla Kouhaiz (poète, écrivaine et militante en France des droits des femmes, victimes de sexisme et de violences conjugales)
- Abdellatif Ouahbi (عبدالطيف وهبي), avocat et homme politique marocain. Ministre de la Justice et maire de Taroudant.

## Sport
Le club représentant de la ville aux différentes compétitions nationales est l’Union sportive de Taroudant (UST) qui compte plusieurs sections.
Cette équipe a vu le jour à l'époque du protectorat français au Maroc et c'est en 1937 que l'équipe commencera ses premières rencontres et les premiers matchs de football apparaîtront dans la ville grâce à des résidents français faisant de lui un des plus anciens clubs soussis. Ce club fut aussi la première équipe où a évolué la légende Lahcen Chicha avant de rejoindre l'USM de Casablanca.
L' Union de Taroudant portait la couleur rouge puis ils adoptent le vert.
Aux années cinquante et soixante, l'UST a bénéficié des services d'un des fils de la région, le Père Jégo, le premier entraîneur marocain diplômé dans l'histoire du football marocain, qui était en ce temps-là entraîneur du Raja de Casablanca, celui-ci profitait de ses vacances et revenait visiter sa région natale, où il supervise la formation de l'équipe pendant des périodes intermittentes en donnant des conseils au staff technique.
Le club de football reste le plus populaire, il évolue depuis sa création aux divisions inférieures en raison de difficultés financières. Aussi, il existe des clubs comme Ajax Taroudant et Amjad Taroudant ainsi que des clubs de basket-ball, de tennis et de hockey.
Le stade municipale de Taroudant a une capacité de 2 000 places, la ville compte également une importante infrastructure sportive.